# لئون د وینتر
لئون د وینتر (هلندی: Leon de Winter؛ زادهٔ ۲۶ فوریه ۱۹۵۴) یک نویسنده، ستون‌نویس و کارگردان فیلم اهل هلند است.
یکی از فیلم‌های او به‌نام «مرز» (۱۹۸۴) در بخش نوعی نگاه در جشنواره فیلم کن ۱۹۸۴ به نمایش درآمد.